# Jenisej
Jenisej rusko Енисе́й, izgovorjava [jɪnʲɪˈsʲej]), mongolsko Горлог мөрөн, latinizirano: Gorlog mörön, izgovorjava [ˈɢɔrɮɔɢ ˈmɵrɵŋ]; burjatsko Горлог мүрэн, latinizirano: Gorlog müren; tuvaško Улуг-Хем, latinizirano: Ulug-Xem; Khakas Ким суғ, latinizirano: Kim suğ.}} je reka v zahodni Rusiji in je peti najdaljši rečni sistem na svetu in največji, ki se izliva v Arktični ocean. Izvira v Mungaragijn-golu v Mongoliji in teče proti severu, preden se izliva v Jenisejski zaliv v Karskem morju. Jenisej deli Zahodnosibirsko nižino na zahodu od Srednjesibirske planote na vzhodu; odvaja vodo iz velikega dela osrednje Sibirije. Njegova delta se oblikuje med polotokom Gida in polotokom Tajmir.
Je osrednja od treh velikih sibirskih rek, ki se izlivajo v Arktični ocean (drugi dve sta Ob in Lena). Največja globina Jeniseja je 61 metrov, povprečna globina pa 14 metrov. Najbolj poznan pritok Jeniseja je reka Angara, ki teče skozi Bajkalsko jezero.

## Geografija
Jenisej je, od sotočja izvirov Velikega in Malega Jeniseja pri Kizilu do izliva v Karsko morje, dolg 3487 km. Od izvira pritoka Selenge je dolg 5075 km. Njegovo porečje meri 2580.000 km2. Jenisej teče skozi ruske zvezne subjekte Tuva, Hakasija in Krasnojarski okraj. Mesto Krasnojarsk leži daleč gorvodno na Jeniseju, industrijsko mesto Norilsk pa je v bližini na polotoku Tajmir v Arktičnem oceanu.

### Pritoki
Največji pritoki Jeniseja so od izvira do izliva:
- Mali Jenisej (levo)
- Veliki Jenisej (desno)
- Khemchik (levo)
- Kantegir (levo)
- Abakan (levo)
- Tuba (desno)
- Mana (desno)
- Bazaikha (desno)
- Kača (levo)
- Kan (desno)
- Angara (desno)
- Kem (levo)
- Bolšoj Pit (desno)
- Sim (levo)
- Dubčes (levo)
- Podkamenaja Tunguska (desno)
- Bakhta (desno)
- Jeloguj (levo)
- Nižnjaja Tunguska (desno)
- Turukhan (levo)
- Kurejka (desno)
- Khantajka (desno)
- Bolšaja Kheta (levo)
- Tanama (levo)

## Bajkalsko jezero
Pomembna značilnost zgornjega porečja Jeniseja je Bajkalsko jezero, najgloblje in najstarejše jezero na svetu.

## Brehovski otoki
Brehovski otoki (Бреховские острова) ležijo v estuariju Jeniseja in imajo površino približno 1.400.000 hektarjev. Zagotavljajo mokrišče za redke in ogrožene ptice ter so mednarodno pomembno gnezditveno in razmnoževalno območje za več vrst vodnih ptic. Najbolj severovzhodni od otokov, Nosonovskij Ostrov ('Otok Nos'), je leta 1913 obiskal Fridtjof Nansen.

## Rastlinstvo in živalstvo
V porečju Jeniseja (brez Bajkalskega jezera in jezer ob izviru Hantajke) živi 55 avtohtonih vrst rib, vključno z dvema endemičnima: Gobio sibiricus (gobioninski ciprinid) in Thymallus nigrescens (lipan). Lipan je omejen na Khövsgöl Nuur in njegove pritoke. Večina rib, ki jih najdemo v porečju Jeniseja, je relativno razširjenih evrosibirskih ali sibirskih vrst, kot so Evropska ščuka (Esox lucius), navadna rdečeoka (Rutilus rutilus), klenič (Leuciscus leuciscus), Cottus poecilopus, navadni ostriž (Perca fluviatilis) in srebrni koreselj (Carassius gibelio). V porečju živijo tudi številni salmonidi (postrv, bela riba, zlatovčica, lipan, tajmen in sorodniki) ter sibirski jeseter (Acipenser baerii).
Dolina Jeniseja je habitat za številne rastlinske in živalske vrste, med katerimi sta pomembni drevesni vrsti sibirski bor (Pinus sibirica) in sibirski macesen (Larix sibirica). V prazgodovini je bil v dolini Jeniseja okoli leta 6000 pr. n. št. bogat rdeči bor (Pinus sylvestris). V porečju so prisotne tudi številne vrste ptic, med njimi na primer siva vrana (Corvus cornix).

### Čreda severnih jelenov na Tajmirju
Čreda tundrskih severnih jelenov (Rangifer tarandus sibiricus) na Tajmirju, največja čreda severnih jelenov na svetu, se seli na zimska pašišča ob Jeniseju. Leta 2010 je imela po ocenah 800.000–850.000 osebkov, vendar je dosegla vrhunec pri več kot milijonu.

## Plovba
Rečni parniki so prvič prišli na reko Jenisej leta 1864, pripeljali pa so jih iz Nizozemske in Združenega kraljestva čez ledeno Karsko morje. Eden od njih je bil parnik Nikolaj. Parnik Temza je poskušal raziskati reko, prezimil je leta 1876, a je bil poškodovan v ledu in se sčasoma potopil. Uspeh je prišel s parniki Frazer in Express leta 1878 in naslednje leto s parnikom Moskva, ki je prevažal zaloge in odvažal pšenico. Dalman je leta 1881 dosegel Jenisej.
Carska Rusija je na ogromno reko namestila rečne parnike, da bi sprostila komunikacijo z obalno Sibirijo. Eden od njih, Nikolaj, je peljal bodočega carja Nikolaja II. na njegovo potovanje v Sibirijo in kasneje odpeljal Vladimirja Lenina v zapor.
Inženirji so poskušali vzpostaviti redno obratovanje rečnih parnikov na reki med gradnjo Transsibirske železnice. Ladje so bile potrebne za prevoz tirnic, motorjev in zalog. Kapitan Joseph Wiggins je leta 1893 plul po reki Orest z železnico. Vendar se je morska in rečna pot izkazala za zelo težavno, saj se je več ladij izgubilo na morju in v reki. Tako ustje Oba kot Jeniseja se izliva v zelo dolga zaliva, dolga več sto kilometrov, ki sta plitva, zaledenela in nagnjena k močnim vetrovom, zato zahrbtna za plovbo. Po dokončanju železnice se je rečni promet zmanjšal le na lokalni promet, saj sta se arktična pot in dolga reka izkazali za preveč posredno pot.
Prva rekreacijska ekipa, ki je preplula celotno dolžino Jeniseja, vključno z njegovim silovitim zgornjim pritokom v Mongoliji, je bila avstralsko-kanadska odprava, končana septembra 2001. V tej ekipi so bili Ben Kozel, Tim Cope, Colin Angus in Remy Quinter. Tako Kozel kot Angus sta napisala knjige, v katerih sta podrobno opisala to odpravo, za televizijo National Geographic pa je bil posnet dokumentarec.
Leta 1985 je bila na reki pri jezu Krasnojarsk zgrajena nagnjena ravnina, vrsta žičnice, ki se je uporabljala na nekaterih kanalih za dvigovanje čolnov med različnimi gladinami vode.

## Zgodovina
Nomadska plemena, kot sta Ket in Jug, so že od antičnih časov živela ob bregovih Jeniseja, ta regija pa je dom jeniške jezikovne družine. Keti, ki jih je bilo približno 1000, so edini preživeli ljudje, ki so prvotno živeli po osrednji južni Sibiriji blizu rečnih bregov. Med njihove izumrle sorodnike spadali Kotti, Asani, Arini, Bajkoti in Pumpokoli, ki so živeli višje proti jugu. Sodobni Keti so živeli v vzhodnih srednjih delih reke, preden so se med 17. in 19. stoletjem politično asimilirali v Rusijo.
Nekateri najzgodnejši znani dokazi o turškem izvoru so bili najdeni v dolini Jeniseja v obliki stel, kamnitih monolitov in spominskih plošč iz obdobja med 7. in 9. stoletjem našega štetja, skupaj z nekaterimi dokumenti, ki so bili najdeni v kitajski regiji Šindžjang. Pisni dokazi, zbrani iz teh virov, pripovedujejo o bitkah med Turki in Kitajci ter o drugih legendah. Obstajajo tudi primeri ujgurske poezije, čeprav se je večina ohranila le v kitajskem prevodu.
Pšenico z Jeniseja so muslimani in Ujguri med nezadostnimi žetvami prodajali Buhari in Sogdiji v času Tahiridov.
Rusi so prvič dosegli zgornji Jenisej leta 1605, ko so potovali od Oba, gor po Ketu, prenašali ladjo in nato po Jeniseju do Sima.
Leta 1862 je Paul Theodor von Krusenstern poskušal z dvema ladjama pluti iz Murmanska skozi Karsko morje do delte reke Jenisej, a je na žalost doživel brodolom, preden mu je uspelo.
Med drugo svetovno vojno sta se nacistična Nemčija in Japonski imperij dogovorila o delitvi Azije vzdolž črte, ki je sledila Jeniseju do meje s Kitajsko in nato vzdolž meje s Kitajsko in Sovjetsko zvezo.

## Etimologija
Prva pisna omemba reke Jenisej kot Kem sega v 7. stoletje dinastije Tang na Kitajskem, v čas stika z jeniškimi Kirgizi iz te regije. Beseda Jian shui (劔水, 'reka Jian') se pojavlja v knjigi Džou, zv. 50, in zgodovini severnih dinastij, zv. 99, medtem ko se beseda Jian he (劍河, 'reka Jian') pojavlja v novi knjigi Tang, zv. 217. Poleg tega se beseda Čjan he (謙河, 'reka Čjan') najde v zgodovini Juana iz 14. stoletja, zv. 63. Te stike so Kitajci vzpostavili, ko so se približevali zgornjemu toku reke Jenisej z juga. Znaka jian "劔" (ali jian "劍") in čjan "謙" sta bila v orkonskih napisih iz 8. stoletja primerjana s Kämom. Izraz Kem كيم najdemo tudi v biografiji oiratov iz 13.–14. stoletja v Jami' al-Tawarikh. Še več, celo v 18. stoletju kitajski zemljevidi kažejo ᡴᡝ᠊ᠮ᠊ᠠ
ᠪᡳ᠊ᡵᠠ Kem bira »reka Kem« (Cesarski atlas Kitajske Kangxi (康煕皇輿全覧図) leta 1717), ᡴᡝ᠊ᠮ᠊ᠠ
ᡳ
ᠪᠣ᠊ᠮ Kem-i bom 'Pečine reke Kem' (atlas Jongženg (雍正十排図) leta 1727 ali 1728), 伊克穆必拉 (yeke Kem bira) 'Velika reka Kem' (atlas Ch'ien-lung (乾隆内府輿図) v 1769).
Etimologija besede Käm naj ne bi bila turškega izvora, in čeprav je bila predlagana samojedska izpeljava, njen natančen izvor ostaja nejasen.
Danes se beseda ohrani le v sajanskih turških jezikih: v tuvanščini kot xem хем, kar pomeni 'reka', in v sestrskem jeziku tofa kot hem hем, kar prav tako pomeni 'reka'. Za te jezike velja, da so bili v antiki v tesnem stiku z zgoraj omenjenimi. Poleg tega je v Altajski republiki nekaj več kot 50 imen rek, ki vsebujejo pripono -kem -кем, izraz Kim (Ким) kot v Kim suğ (Ким суғ), kar pomeni 'reka Jenisej', pa v hakaščini komajda obstaja. Vsi ti primeri so omejeni na regijo v in okoli današnje Republike Tuva.
Medtem so v 17. stoletju Rusi dosegli spodnji del reke Jenisej s severozahoda; na poti so tobolski kozaki do leta 1600 zgradili utrdbo Mangazeja ob reki Taz. Domneva se, da se je ime reke Jenisej neposredno ali posredno preneslo od samojedsko govorečih ljudstev v regiji, s katerimi so bili Rusi v stiku. Ta stik je sčasoma privedel do sprejetja imena Jenisej z ruskim naglasom.
Poleg tega je bila reka Jenisej do konca 16. stoletja že znana nizozemskim pomorščakom, ki so jo med drugim imenovali Gilissi, Gelissi ali Geniscea. Čeprav se je natančno črkovanje razlikovalo, so ta imena fonetično podobna Jeniseju. Zlasti sodobna nizozemska izgovorjava Geniscea kot [xɛnisə] je precej blizu Jeniseju. Izraz »Jenisej« (Енисей) se je v ruski literaturi pojavil nekoliko pozneje, okoli leta 1600, v obliki, ki se uporablja še danes. Za razliko od nizozemščine je ruski črkopis od 17. stoletja relativno stabilen, le z manjšimi različicami, kot sta »Jeniseja« (Енисея) ali »Jenisja« (Енися).
Etimologija besede »Jenisej« ostaja nejasna.
Priznani jezikoslovec Max Vasmer je na primer predlagal, da bi nganasanska beseda »Jentajea«, eneška »Jeddosi« in selkupska »N'andesi«, ki vse pomenijo »reka Jenisej«, lahko ustrezale neidentificiranim samojedskim jezikom, verjetno pa je citiral besednjak Matthiasa Castréna. V. K. Nikonov je predlagal, da bi beseda lahko izhajala iz besede »iondessi« (иондесси), kar pomeni »velika reka« v selkupščini, hantijščini ali celo evenščini. V zadnjem času so nekateri ugibali, da je "Jenisej" sestavljena beseda nepotrjene starokirgiške (ali navdihnjene s tuvanskim jezikom?) besede ene (эне), ki pomeni "prababica; varuška" + say (сай), ki pomeni "gramoz; brod".
Vendar pa zgornji premisleki, razen Vasmerjevih, ostajajo špekulativne napačne etimologije, saj se ne nanašajo na zanesljive sodobne slovarje posameznih jezikov. Raziskovalce spodbujamo k izvedbi podrobnejših študij na podlagi ustreznih sodobnih jezikovnih virov in zgodovinskih dokumentov.

## Onesnaženje
Študije so pokazale, da je Jenisej onesnažen zaradi radioaktivnih izpustov iz tovarne, ki je proizvajala plutonij primeren za uporabo v bombah v tajnem mestu Krasnojarsk-26, danes znanem kot Železnogorsk.

## Galerija
- Most čez reko Jenisej v Krasnojarsku
- Vantovij most, most v Krasnojarsku
- Jenisej (levo) in Ob se izlivata v Karsko morje (jug zgoraj na tej sliki)